# Ninox scutulata
La lechuza gavilana castaña o nínox pardo (Ninox scutulata) es una especie de ave estrigiforme de la familia Strigidae que vive en el sur y este de Asia.

## Descripción
El nínox pardo es un búho de tamaño medio (uno 32 cm de largo), con cola larga y sin disco facial. Como indica su nombre el plumaje de sus partes superiores es pardo, y el de las partes inferiores es blanquecino con un denso moteado de manchas de tono castaño, aunque la subespecie de las islas Andamán (Ninox scutulata obscura) también tiene pardas las partes inferiores. Su cola presenta un listado con franjas pardas de dos tonos. Sus ojos son grandes y con el iris amarillo. Ambos sexos son de apariencia similar.

## Distribución
Se extiende por los bosques del sur de Asia, de la India y Sri Lanka hasta el oeste de Indonesia y por el este de Asia hasta Japón y el sureste de Rusia.

## Comportamiento
Es una especie principalmente nocturna pero que a menudo es localizado por aves más pequeñas descansando en los árboles. Se alimenta principalmente de grandes insectos, ranas, ratones y pequeños pájaros. Anida en el interior de los huecos de los árboles.